# Burgundské víno

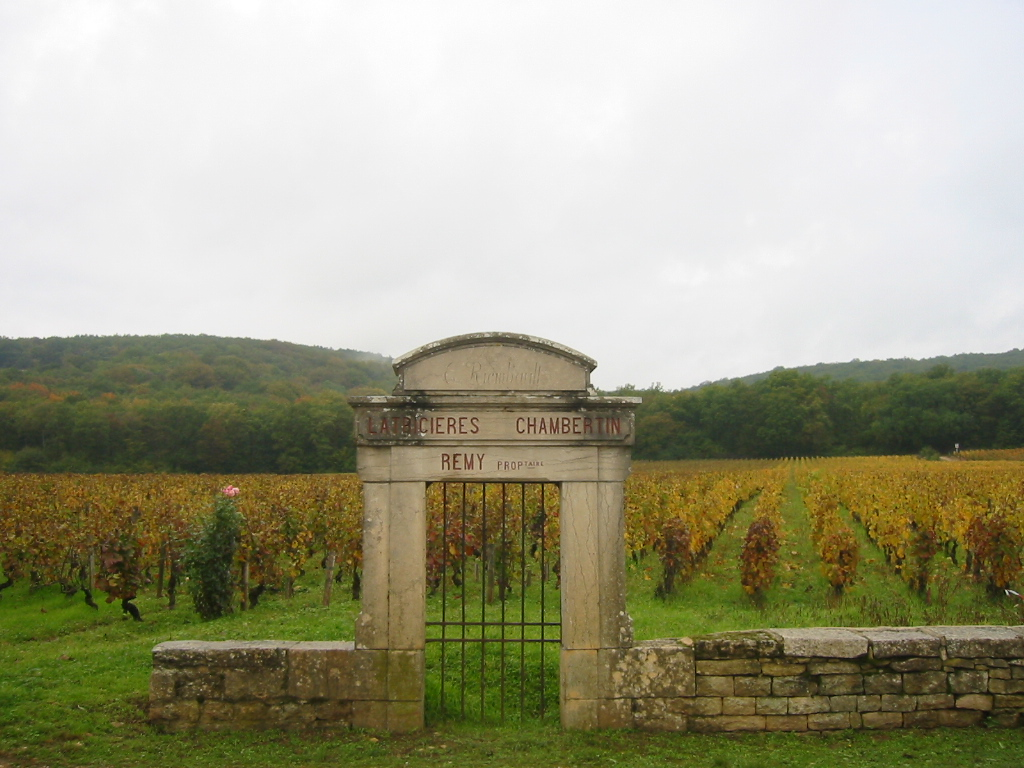
Vinice Latricières-chambertin u burgundské obce Gevrey-Chambertin

Burgundská vína se nejčastěji vyrábějí z odrůd Pinot Noir a Gamay (červená vína) a Chardonnay a Aligoté (bílá vína). Ačkoliv je Burgundsko známé především červenými víny, na množství se vyrobí v Burgundsku více bílých vín.
Nejslavnější burgundskou vinicí a jednou z nejslavnějších vinic na světě je Romanée-Conti, nacházející se poblíž vesnice Vosne-Romanée. Lahve vína z této vinice se prodávají za ceny přesahující několik tisíc amerických dolarů.[zdroj?]